# Heroltovice
Heroltovice (deutsch Herlsdorf) ist ein Ortsteil der Gemeinde Město Libavá in Tschechien. Er liegt drei Kilometer westlich von Město Libavá.

## Geographie
Heroltovice erstreckt sich im Tal des Baches Heroltovický potok in den Oderbergen. Im Norden erhebt sich der Kamenný kopec (636 m), nordöstlich der Chlum (705 m), im Osten der Šibeniční vrch (Galgenberg, 592 m), südlich die Bělá (620 m), im Südwesten der Strážiště (Wachberg, 639 m), westlich der Dvorský kopec (606 m) sowie im Nordwesten der Domašovský kopec (590 m).
Nachbarorte sind Nová Véska, Stará Libavá und Norberčany im Norden, Trhavice im Nordosten, die Wüstung Stará Voda im Osten, Město Libavá und Dřemovice im Südosten, die Wüstung Smilov im Süden, die Wüstung Bělá im Südwesten, Domašov nad Bystřicí im Westen sowie Černý Kříž und Sedm Dvorů im Nordwesten.

## Geschichte
Die erste schriftliche Erwähnung des zu den Besitzungen des Bistums Olmütz gehörigen Ortes Heroltsdorf erfolgte am 26. Januar 1364 zusammen mit weiteren Dörfern aus der näheren und weiteren Umgebung in einer Urkunde über die Erhebung des Zinses zur Erhaltung der im Dezember 1363 durch Markgraf Johann Heinrich an die Stadt Olmütz verkauften Marchbrücke unter der Olmützer Burg. Heroltsdorf hatte 10 Groschen zu entrichten und war damit größer als Domašov nad Bystřicí, dessen Zins auf neun Groschen angesetzt war. Den höchsten Betrag hatte mit 18 Groschen Jívová zu entrichten. Es wird angenommen, dass Heroltsdorf seit der Errichtung der Vogtei Liebau im Jahre 1358 zu den sieben – nicht namentlich genannten – Dörfern gehörte, die an den Vogt Gerichtsgroschen zu entrichten hatten. Im Liebauer Stadtprivileg von 1504 wurde Herdelsdorf neben Altwasser, Schmeil, Nürnberg, Kriegsdorf und Drömsdorf als einer der sechs der Gerichtsbarkeit der Vogtei Liebau unterstehenden Dörfer aufgeführt. Ab 1581 wurde der Ort als Herlsdorf, 1676 als Hendelsdorf, ab 1718 als Herdelsdorf, 1720 als Hartlsdorf und 1771 als Herlsdorfium bezeichnet. Die Matriken werden seit 1659 in Stadt Liebau geführt. Die Kapelle des hl. Isidor wurde 1730 geweiht.
Der Schulunterricht in Herlsdorf wurde 1784 aufgenommen, 1802 entstand ein neues Schulhaus. Im Jahre 1834 bestand Herlsdorf aus 37 Häusern und hatte 256 Einwohner. Die Bewohner lebten von der Zucht von Schafen und Rindern sowie der Flachsspinnerei. Des Weiteren bestand eine Windmühle. Nach der Gründung der Eisenhütte Hombok verdiente sich ein kleiner Teil der Bewohner dort den Lebensunterhalt durch Lohnarbeit. Durch Herlsdorf führte die Kaiserstraße von Sternberg nach Stadt Liebau. Bis zur Mitte des 19. Jahrhunderts blieb Herlsdorf immer dem Olmützer Fürsterzbischöflichen Kammergut Liebau untertänig.
Nach der Aufhebung der Patrimonialherrschaften bildete Herlsdorf/Herdovice ab 1850 eine Gemeinde in der Bezirkshauptmannschaft Mährisch Weißkirchen und dem Gerichtsbezirk Stadt Liebau. Im Jahr 1855 wurde Herlsdorf dem Bezirk Stadt Liebau zugeordnet, ab 1868 gehörte das Dorf zum Bezirk Sternberg und ab 1909 zum Bezirk Bärn. Der tschechische Ortsname Heroltovice wurde 1872 eingeführt, daneben wurden zeitweilig auch die Bezeichnungen Herlotovice (1885), Herltovice (1869, 1893) und Heroltice (1910) verwendet. 1899 wurde die Darlehnskasse eingerichtet. 1921 hatte die Gemeinde 248 Einwohner, davon waren 236 Deutsche und zwölf Tschechen. Im selben Jahre bildete sich die Elektrizitätsgenossenschaft für Herlsdorf und Seibersdorf. Im Jahre 1930 lebten in den 43 Häusern des Dorfes 250 Personen. Nach dem Münchner Abkommen wurde Herlsdorf 1938 dem Deutschen Reich zugeschlagen und gehörte bis 1945 zum Landkreis Bärn und Gerichtsbezirk Stadt Liebau. 1939 lebten in Herlsdorf 228 Menschen. Nach dem Ende des Zweiten Weltkrieges kam das Dorf zur Tschechoslowakei zurück und wurde wieder Teil des Okres Moravský Beroun sowie dem Gerichtsbezirk Olomouc zugeordnet. Die deutschen Bewohner wurden vertrieben. Im Jahre 1949 wurde die Gemeinde dem Bezirk und Gerichtsbezirk Šternberk zugeordnet.
1950 wurde Heroltovice in den Truppenübungsplatz Libavá eingegliedert. Das Dorf wurde aufgelöst und nachfolgend abgerissen.
Im Jahre 1967 wurde Heroltovice wiederbesiedelt. An Stelle des früheren bäuerlichen Ortes entstand eine Wohnblocksiedlung, die an Město Libavá als Ortsteil angeschlossen wurde. Im Jahr 1991 lebten in Heroltovice 142 Menschen. Beim Zensus von 2001 wurden 20 Häuser und 126 Einwohner gezählt. Seit Beginn des Jahres 2003 bildet Heroltovice einen Ortsteil des Militärgebietes Libavá.
Im Zuge der Verkleinerung der Truppenübungsplätze schied Heroltovice aus der militärischen Verwaltung aus und bildet seit Januar 2016 einen Ortsteil der Gemeinde Město Libavá.

## Sehenswürdigkeiten
- Steinkreuz an der Straße von Domašov nad Bystřicí nach Město Libavá